# 7251 Kuwabara
7251 Kuwabara eller 1992 SF13 är en asteroid i huvudbältet som upptäcktes den 30 september 1992 av de båda japanska astronomerna Kazuro Watanabe och Kin Endate vid Kitami-observatoriet. Den är uppkallad efter Syoji Kuwabara.
Asteroiden har en diameter på ungefär 5 kilometer.